# Lissodendoryx frondosa
Lissodendoryx frondosa är en svampdjursart som först beskrevs av Ridley och Arthur Dendy 1886.  Lissodendoryx frondosa ingår i släktet Lissodendoryx och familjen Coelosphaeridae. Inga underarter finns listade i Catalogue of Life.